# Colias euxanthe
Colias euxanthe is een vlindersoort uit de familie van de Pieridae (witjes), onderfamilie Coliadinae.
Colias euxanthe werd in 1865 beschreven door C. & R. Felder.